# Lav Diaz
Lav Diaz, né le 30 décembre 1958 à Cotabato, est un cinéaste philippin.
Reconnu comme le « père idéologique du nouveau cinéma philippin », ses films sont réputés pour leur ampleur et leur précision esthétique et discursive.
Il remporte le Léopard d'or au Festival international du film de Locarno 2014 pour From What is Before et le Lion d'or à la Mostra de Venise 2016 pour The Woman Who Left.

## Biographie
Né aux Philippines le 30 décembre 1958, Lavrente Indico Diaz grandit à Cotabato, Mindanao, sous le règne de Ferdinand Marcos et dans les années sanglantes de la loi martiale. Après des études d’économie et de droit, il signe des scénarios et réalise ses premiers courts métrages au milieu des années 1980.
Achevé dix ans plus tard alors qu’il partage sa vie entre New York et les Philippines, Evolution of a Filipino Family (2004) lui vaudra, avec West Side Kid (2001) et Heremias, Book One: The Legend of the Lizard Princess (2006), une reconnaissance internationale. Death in the Land of Encantos (2007) et Melancholia (2008) sont tous deux récompensés à la Mostra de Venise.
En 2009, il est sélectionné pour écrire et réaliser un segment du Jeonju Digital Project, intitulé Butterflies Have No Memories. Suivent Century of Birthing (2010), Florentina Hubaldo, CTE (2012), et Norte, la fin de l'histoire (2013) qui figure dans la sélection « Un certain regard » du Festival de Cannes. En 2014, il remporte le Léopard d'or au Festival de Locarno pour From What is Before (Mula sa Kung Ano ang Noon).
En 2013, Lav Diaz réalise Prologue to the Great Desaparecido, court métrage d'introduction à un vaste projet en devenir, The Great Desaparecido, sur la disparition en 1897 d'Andres Bonifacio, fondateur de la Révolution philippine assassiné par ses rivaux.
Une rétrospective lui est consacrée en novembre 2015 au Jeu de Paume.
Lav Diaz est également musicien et auteur de bandes dessinées.

## Esthétique
La critique Élise Domenach voit dans les « longs plans fixes en station basse, où le champ est traversé de diagonale(s) formée(s) par la trajectoire d'un ou plusieurs personnages) », la signature esthétique de Lav Diaz. Le cinéaste philippin confirme, citant d'une part le théoricien du cinéma André Bazin comme son « héros » et sa « découverte cruciale » en tant qu'artiste ; d'autre part, ses romans de jeunesse comme ceux de Tolstoï ou Dostoïevski.

## Filmographie
- 1998 : The Criminal of Barrio Concepcion (Serafin Geronimo: Ang kriminal ng Baryo Concepcion)
- 1999 : Naked Under the Moon (Hubad sa ilalim ng buwan)
- 1999 : Burger Boys
- 2002 : West Side Kid (Batang West Side)
- 2002 : Hesus the Revolutionary (Hesus rebolusyonaryo)
- 2004 : Evolution of a Filipino Family (Ebolusyon ng isang pamilyang pilipino)
- 2006 : Heremias, Book One: The Legend of the Lizard Princess (Heremias:Unang aklat - Ang alamat ng prinsesang bayawak)
- 2006 : Imahe nasyon - segment Nang Matapos Ang Ulan
- 2007 : Death in the Land of Encantos (Kagadanan sa banwaan ning mga Engkanto)
- 2008 : Melancholia
- 2009 : Butterflies Have No Memories  (Walang Alaala angmga Paru-Paro), segment de 40 minutes du film Jeonju Digital Project
- 2009 : Visitors (Eoddeon Bangmun) - existe aussi un version longue de 61 minutes
- 2011 : Century of Birthing (Siglo ng Pagluluwal)
- 2011 : Elegy to the Visitor from the Revolution (Elehiya sa dumalaw mula sa himagsikan)
- 2012 : Florentina Hubaldo, CTE
- 2012 : An Investigation on the Night that Won’t Forget (Pagsisiyasat sa Gabing Ayaw Lumimot)
- 2013 : Norte, la fin de l'histoire (Norte, Hangganan Ng Kasaysayan)
- 2014 : From What is Before (Mula sa Kung Ano ang Noon)
- 2014 : Storm Children: Book One (Mga anak ng unos)
- 2016 : Berceuse pour un sombre mystère (Hele Sa Hiwagang Hapis)
- 2016 : La Femme qui est partie (Ang Babaeng Humayo)
- 2018 : La Saison du diable (Ang Panahon ng Halimaw)
- 2018 : Lakbayan, coréalisé avec Brillante Mendoza et Kidlat Tahimik
- 2019 : Halte (ca) (Ang Hupa)
- 2020 : Genus Pan (Lahi, Hayop)
- 2022 : Quand les vagues se retirent (id) (Kapag Wala Na Ang Mga Alon)
- 2023 : Essential Truths of the Lake
- 2024 : Phantosmia (en)
- 2025 : Magellan

## Distinctions
- 2007 : Prix Horizons - mention spéciale à la Mostra de Venise pour Death in the Land of Encantos.
- 2014 : Léopard d'or au Festival de Locarno pour From What is Before.
- 2016 : Prix Alfred-Bauer à la Berlinale 2016 pour A Lullaby to the Sorrowful Mystery.
- 2016 : Lion d'or à la Mostra de Venise pour The Woman Who Left.